# Androniscus carynthiacus
Androniscus carynthiacus är en kräftdjursart som beskrevs av Karl Wilhelm Verhoeff 1908. Androniscus carynthiacus ingår i släktet Androniscus och familjen Trichoniscidae.

## Underarter
Arten delas in i följande underarter:
- A. c. carynthiacus
- A. c. dolinensis